# 重阳宫
重陽宮，全称“重阳万寿宫”，是道教全真道三大祖庭之一，与北京白云观、山西芮城永乐宫齐名。位于中华人民共和国陕西省西安市鄠邑区祖庵镇。该宫是全真道祖师王重阳修道及归葬之所。

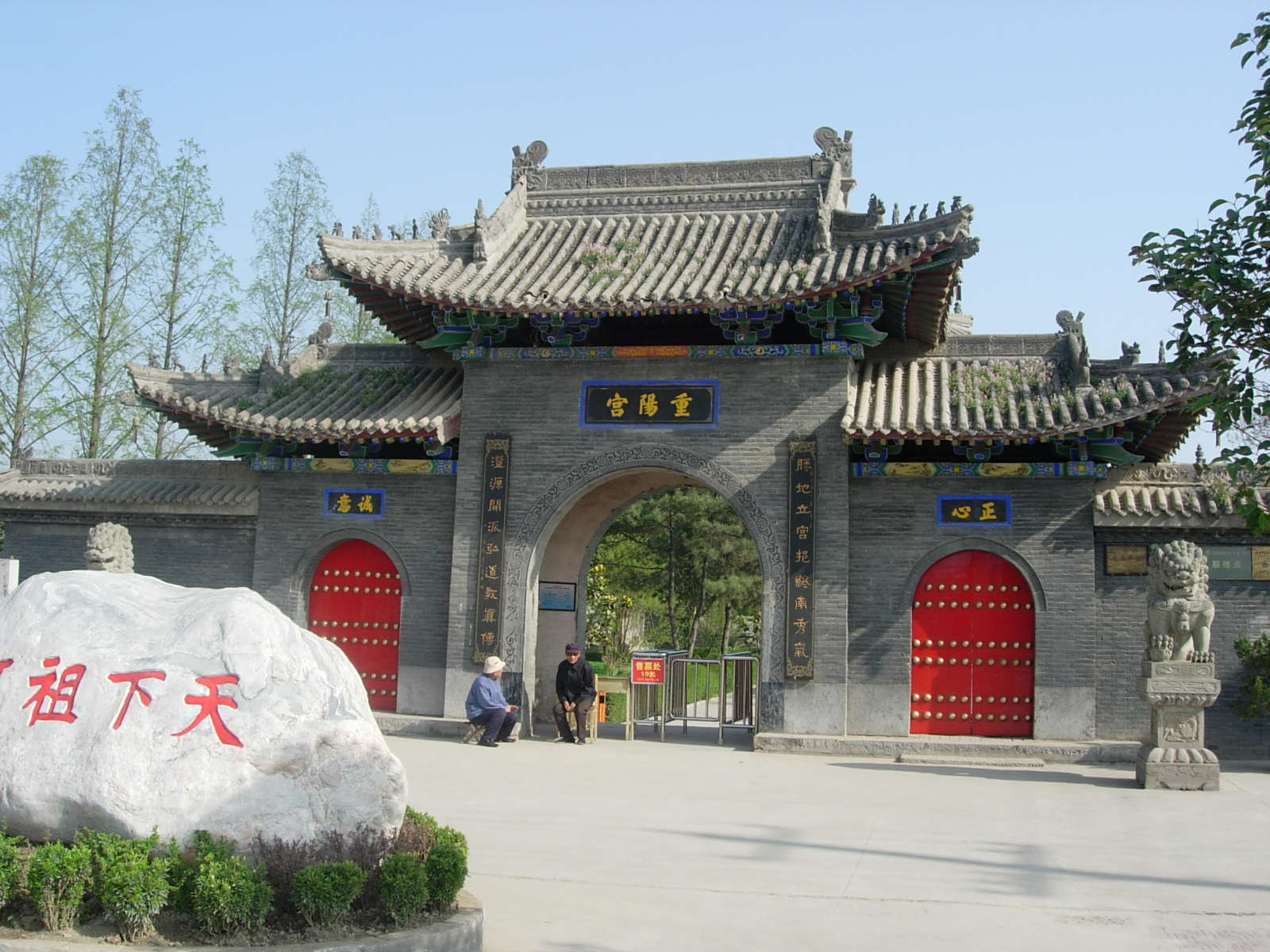
全真祖庭重陽宮

## 历史
金代，重陽宮即被称作“天下祖庭”。该宫历来享有“全真圣地”之名。金世宗大定九年，王重阳率徒返回陕西途中，在河南汴京（即今开封市）逝世，两年后葬于刘蒋村故庵之侧，建广庭，额书“祖庭”。金章宗赐名“灵虚观”。元太宗十年改为“重陽宮”。

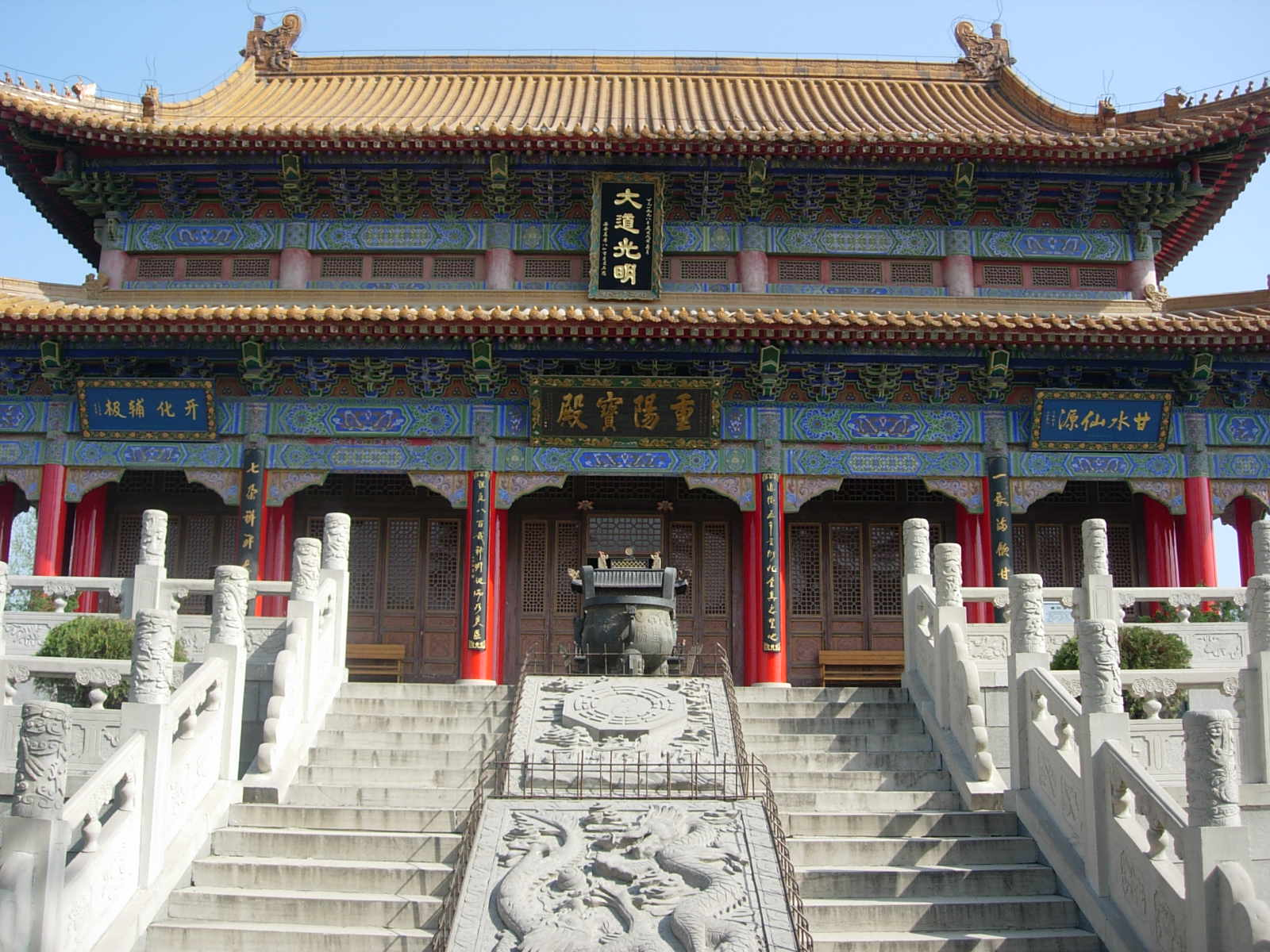
重陽宮重陽寶殿

## 建筑
该宫原有建筑约五千间，南达秦岭，北至渭水，东傍涝水，西临白马河，下院别业分布于今周至县、鄠邑区的9个乡镇。房屋共计5048间，道士近万人。其主建筑玉皇阁高达60余米。
该宫清末民国以来不断衰颓。1949年后仅存清代重修的灵官殿、祖师殿、老君殿。文化大革命期间，老君殿也被拆除，其它殿宇荡然无存。改革开放后，在中国道教协会原会长傅圆天、闵智亭及香港青松观侯宝垣等宗师的关心支持下，主体建筑得以逐步修复。

## 祖庵碑林

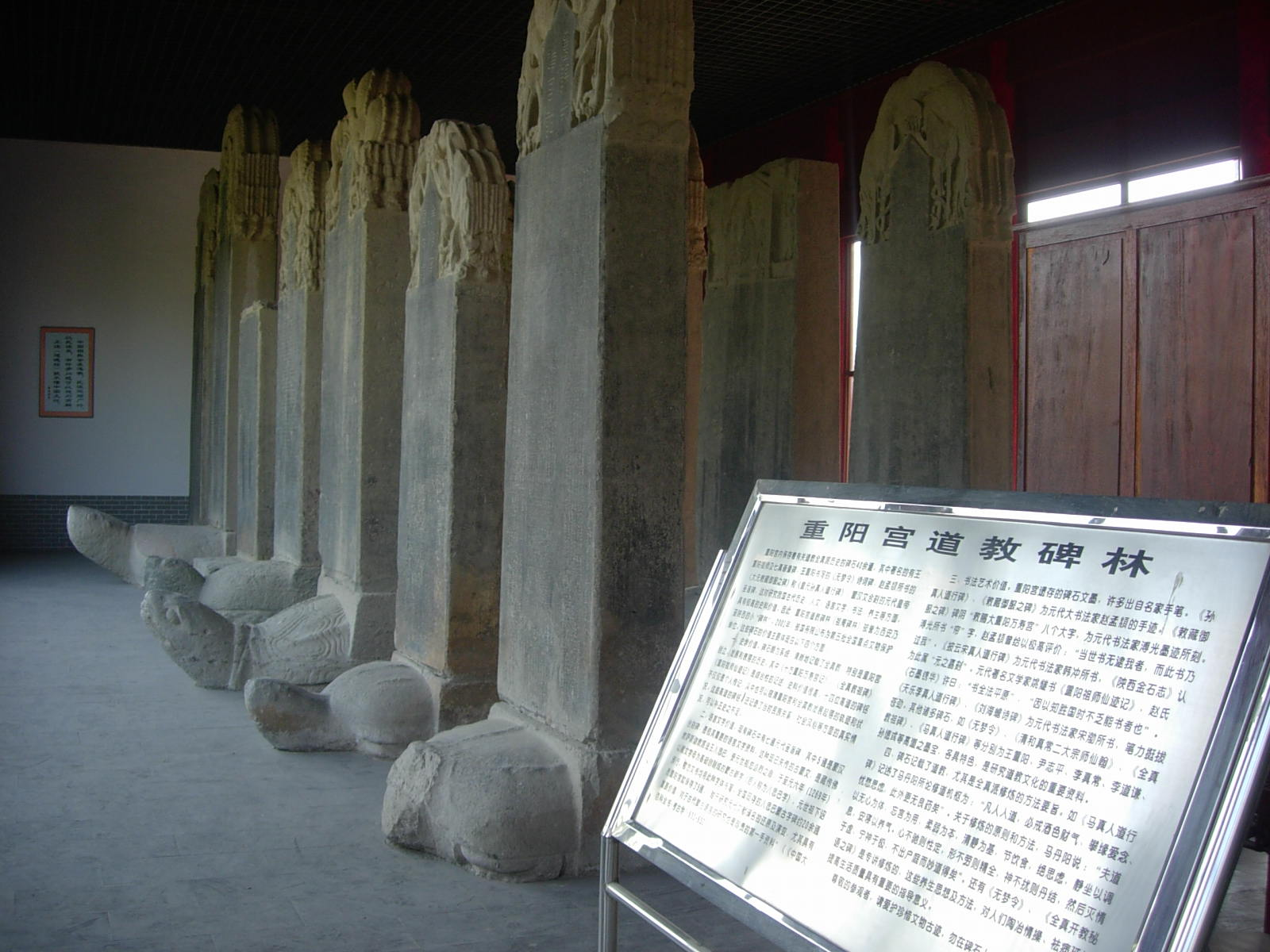
重陽宮碑林

重阳宫祖庵碑林，为中华人民共和国全国重点文物保护单位。
随着重阳宫的颓败，宫内原存碑石长期露天散弃。1962年宫内碑石集中迁至原玉皇殿旧址，成为“祖庵碑林”。文革期间，1973年建房11间，对碑林加以保护。
重陽宮祖庵碑林现存碑石40余通。其中有31通为巨型元碑，多记述全真道祖师王重阳及北七真等道教人物的生平事迹，是碑石中最为著名者。如《全真教祖碑》、《重阳祖师仙迹记》、《十方重阳万寿宫记》等，为研究全真教历史的重要资料。碑石中还有吴道子戏笔、重阳画像碑、北七真画像碑，皆具极高的艺术价值。元代书法家商挺、杨奂、姚遂、宋勃、王磐、李道谦、孙德烃等撰之道行碑，为书法名碑；而赵孟頫所书《大元敕藏御服碑》、《孙真人道行碑》更为珍贵。 
31通元碑中，有5通是八思巴文、波斯文、汉文合刻碑，为元代皇帝圣旨碑。

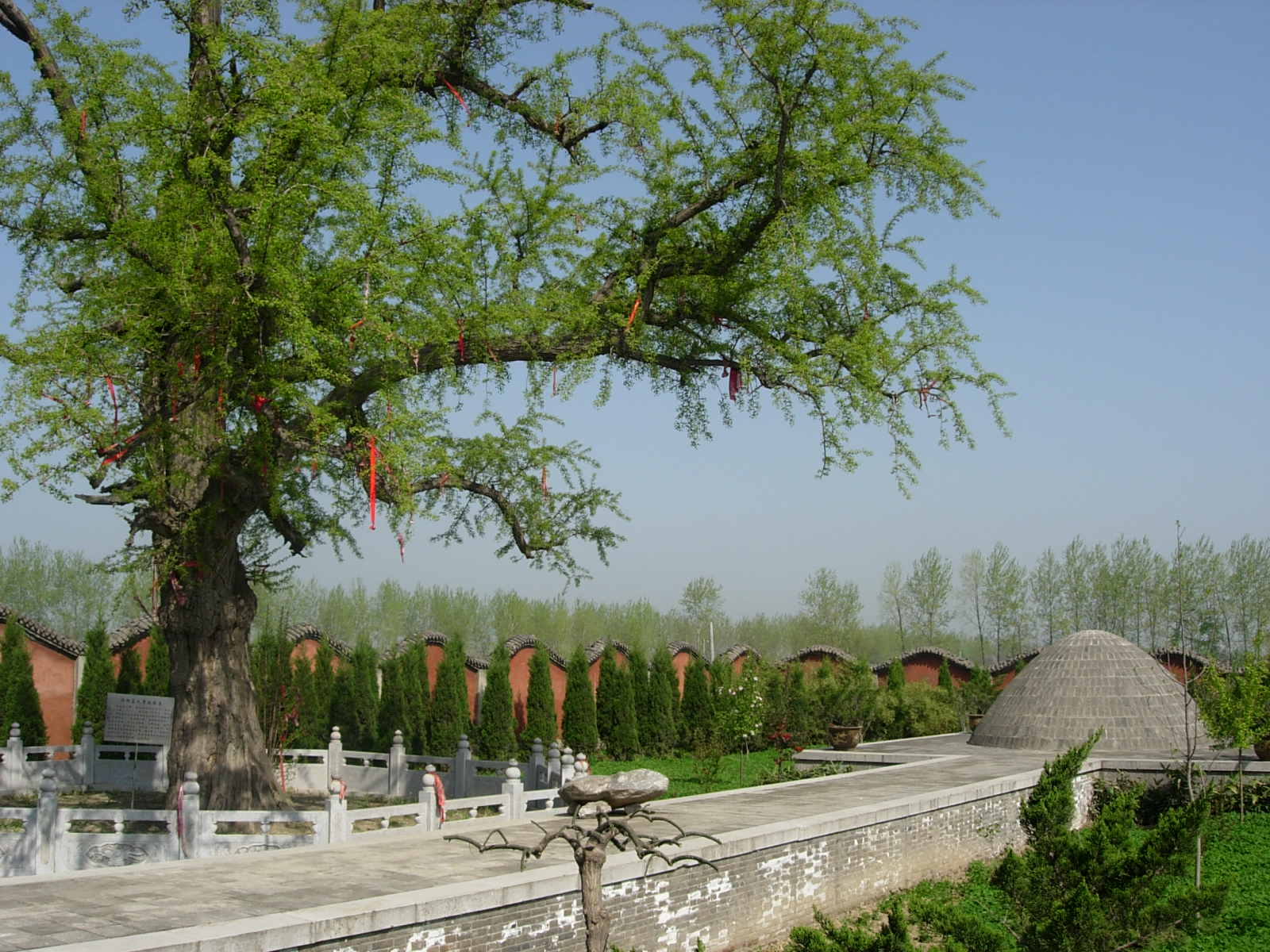
重陽宮王重陽墓

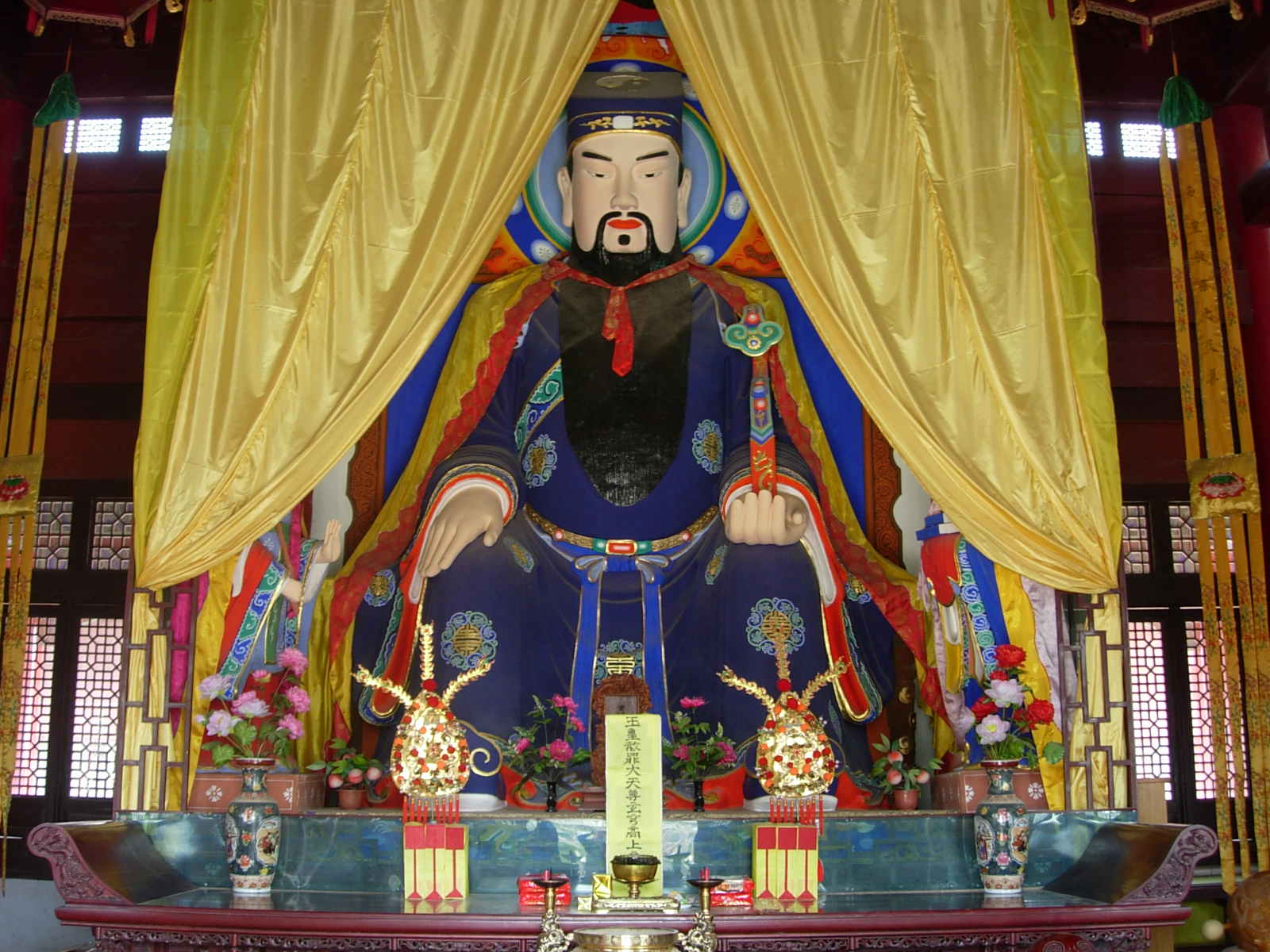
王重陽金身與神位

## 王重阳祖师灵骨
1956年，户县祖庵镇兴修水利工程时，有村民在重阳宫后院挖砖时，发掘出祖师王重阳的石棺。西安八仙宫监院乔清心闻讯上报，由地方政府出面，将石棺填埋。文化大革命期间，王重阳墓被毁，石棺被打开，灵骨遭到散弃，村民赵茂忠将捡拾到的部分灵骨埋藏于宫内古银杏树下保存。2005年12月24日，年近八旬的赵茂忠向重阳宫住持陈法永讲述了从未向人提及的这个秘密。此后，2009年5月，重阳宫举行了祖师灵骨瞻礼法会。2009年11月18日至19日，重阳宫举行“重阳祖师灵柩安奉大典暨全真道济世思想学术报告会”，其中“重阳祖师灵柩安奉大典”在18日举行。

## 金庸小说中的重阳宫
在金庸小说《神雕侠侣》中，全真教重陽宮是書中小龍女與楊過經歷的一大場景，電視劇取景都不在實景拍攝，比如2006年版神雕俠侶的重陽宮在浙江樂清雁蕩山觀音洞拍攝。

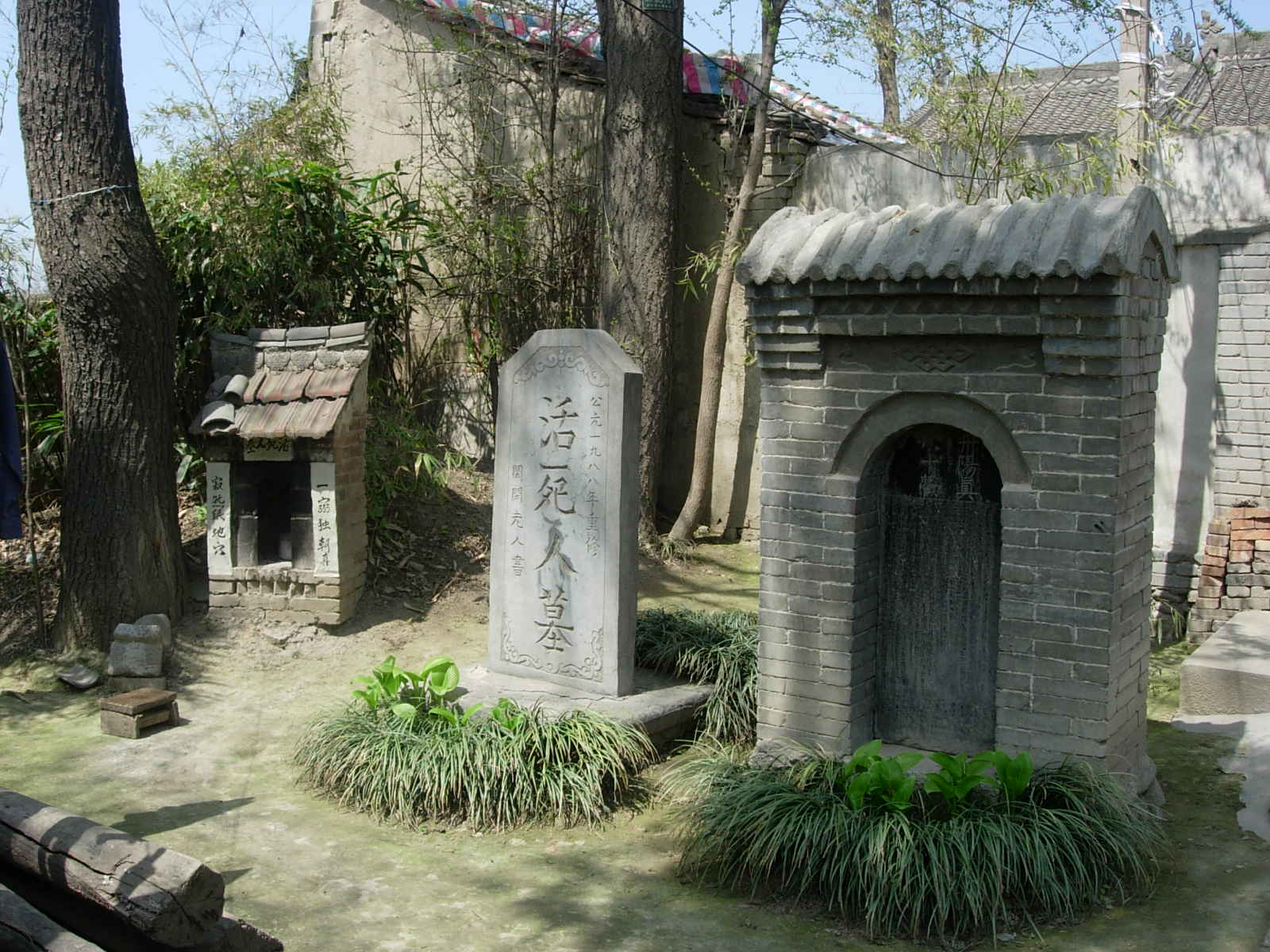
成道宮活死人墓